# Ferrovia Roma-Cassino-Napoli
La ferrovia Roma-Cassino-Napoli (anche detta Roma-Napoli via Cassino per distinguerla dalla Roma-Napoli via Formia e dalla linea AV) è il più antico dei tre collegamenti ferroviari esistenti tra Roma e Napoli. È a doppio binario e interamente elettrificata a corrente continua a 3 kV. In conseguenza dell'apertura del terzo collegamento, ad alta velocità, è utilizzata prevalentemente per il traffico regionale, merci e InterCity.

## Storia
La costruzione della ferrovia ebbe inizio quando ancora il territorio interessato era suddiviso tra lo Stato Pontificio e il Regno delle Due Sicilie con l'apertura del tratto tra Napoli e Caserta il 20 dicembre 1843. L'anno dopo, il 26 maggio 1844, venne aperta la successiva tratta fino a Capua.
Dal lato napoletano i lavori fino a Ceprano per varie ragioni, politiche ed economiche, pur iniziati, subirono una serie di rallentamenti.

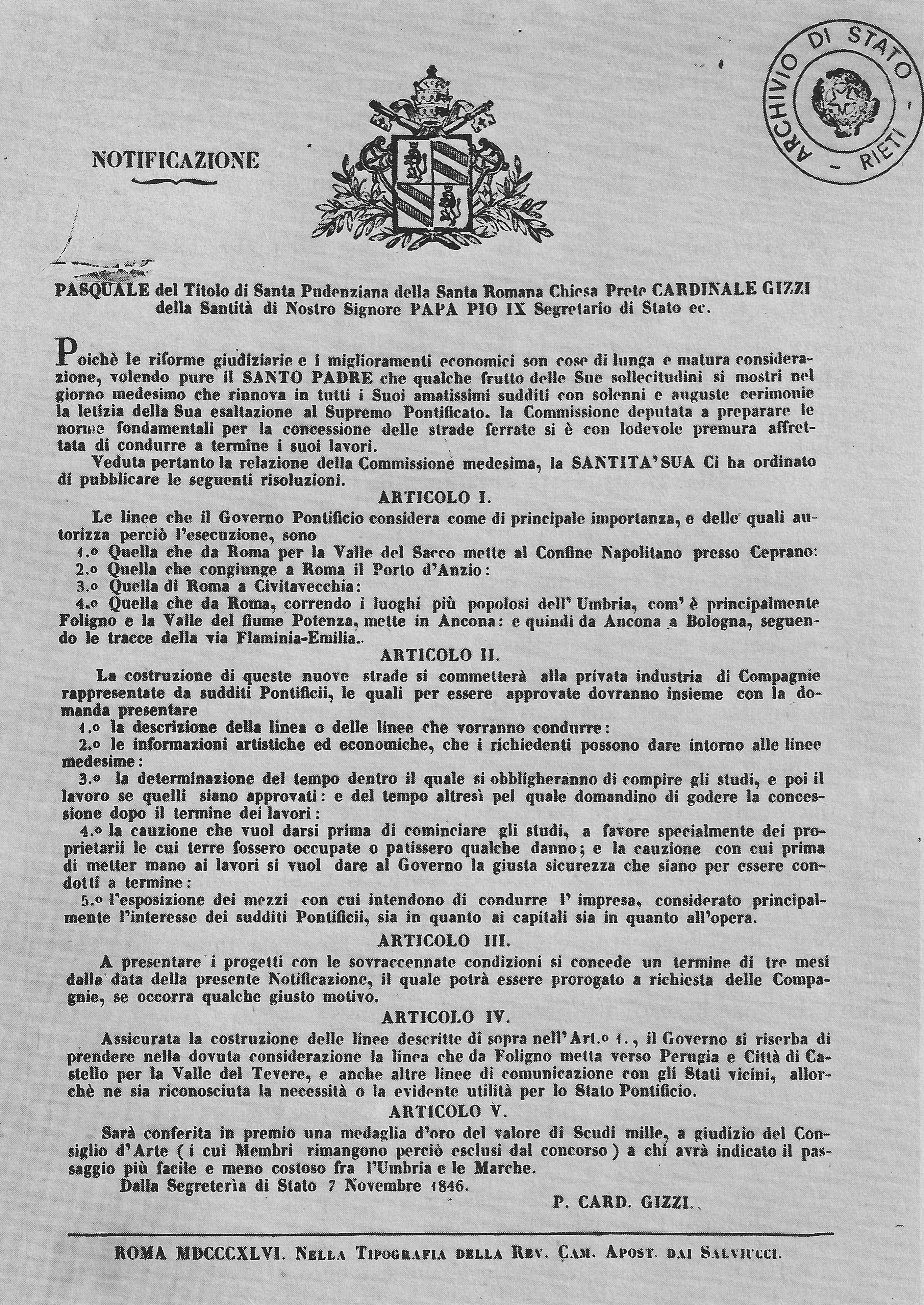
La notificazione pontificia del 7 novembre 1846, che stabilì la costruzione della Roma-Ceprano

Il 21 novembre 1849 venne pubblicato il primo atto di concessione pontificio alla società romana "Pia-Latina" con la facoltà di costruire una Strada ferrata da Roma al confine Napolitano presso Ceprano.
La società non riuscì a mantenere le obbligazioni assunte per cui, con decreto ministeriale del 24 febbraio 1853, una nuova società, la Compagnia della strada ferrata da Roma a Frascati, con prolungamento facoltativo fino alla frontiera Napolitana ottenne la facoltà di prolungare la ferrovia fino ad Albano e Velletri. L'11 novembre 1854 furono approvati gli statuti della società e la costruzione affidata alla ditta britannica John Oliver York & Co.
| Tratta              | Inaugurazione    | Inaugurazione |
| ------------------- | ---------------- | ------------- |
| Napoli-Caserta      | 20 dicembre 1843 |               |
| Caserta-Capua       | 26 maggio 1844   |               |
| Roma-Ciampino       | 12 ottobre 1856  | [ 5 ]         |
| Capua-Tora          | 14 ottobre 1861  |               |
| Ciampino-Colleferro | 1 dicembre 1862  | [ 6 ]         |
| Colleferro-Ceprano  | 1º dicembre 1862 |               |
| Ceprano-Tora        | 25 febbraio 1863 |               |
| Ciampino-Colleferro | 27 maggio 1892   | [ 7 ]         |
| Manuale             |                  |               |

La progettazione di un collegamento ferroviario fra Roma e Napoli fu una delle prime realizzazioni ferroviarie della neonata nazione ed esistendo già delle tratte locali, queste vennero sfruttate queste per chiudere il collegamento fra i due capoluoghi. Poiché da Roma era già attiva la linea per Ciampino e Frascati inaugurata il 12 dicembre 1857, si ipotizzò un collegamento che da Capua raggiungesse Ciampino. Infatti, nonostante un collegamento tra Roma e Napoli attraverso la litoranea evitasse le asperità e le pendenze di quello attraverso la Campagna e l'area interna della Terra di Lavoro, l'ipotesi della litoranea venne scartata in quanto avrebbe dovuto attraversare la pianura pontina, all'epoca una zona paludosa malsana. I lavori ebbero inizio partendo sia da Ciampino che da Capua.
I lavori della Roma-Confine (Ceprano) già iniziati nell'anno 1850 proseguirono pur con molti fermi. Per il proseguimento dei lavori sino al confine del Regno delle Due Sicilie, a Ceprano, la società richiese l'ulteriore concessione formale, accordata dal governo pontificio l'11 giugno 1856 con la clausola di ultimare i lavori entro tre anni a partire dal 1º gennaio 1857. Fu siglato un nuovo atto di concessione il 3 marzo 1858 nel quale venivano incluse nuove condizioni economiche e in conseguenza la società si ricostituì come Società privilegiata Pio-Latina delle strade ferrate da Roma a Frascati e da Roma al confine Napolitano. La linea si diramava in due a Ciampino (km 12) raggiungendo Frascati (7 km) e dall'altro ramo proseguiva in direzione di Cecchina.
I lavori della Pio-Latina raggiunsero la stazione di Albano "presso la Cecchina" e il tronco fu aperto all'esercizio il 1º agosto 1859 ma i lavori si arrestarono per carenza di fondi. Una serie di provvedimenti autorizzò la cessione delle concessioni e dei lavori eseguiti alla "Pio-Centrale" con l'impegno a completare la linea per Ceprano entro il 31 dicembre 1861. Il 24 marzo 1860 venne stipulato l'atto pubblico di cessione con cui la Pio-Centrale subentrò alla Pio-Latina.
I lavori sulla linea di Ceprano vennero consegnati entro termine e il 9 settembre 1860 un treno poteva già circolare sui 20 km pattuiti. Il resto venne consegnato al pubblico esercizio il 1º dicembre e inaugurato il 27 gennaio 1862, quando la linea da Ciampino passando per Velletri e Segni-Paliano (oggi Colleferro-Segni) raggiunse l'antico confine dello stato pontificio alla stazione di Ceprano-Falvaterra. I lavori sul territorio napoletano, divenuto parte del nuovo Regno d'Italia vennero ripresi e il 14 ottobre 1861 venne aperto il tronco completato tra Capua e Tora. Il 25 febbraio 1863 con la chiusura del collegamento attraverso la realizzazione della tratta fra Ceprano-Falvaterra e Tora-Presenzano, la linea venne inaugurata.

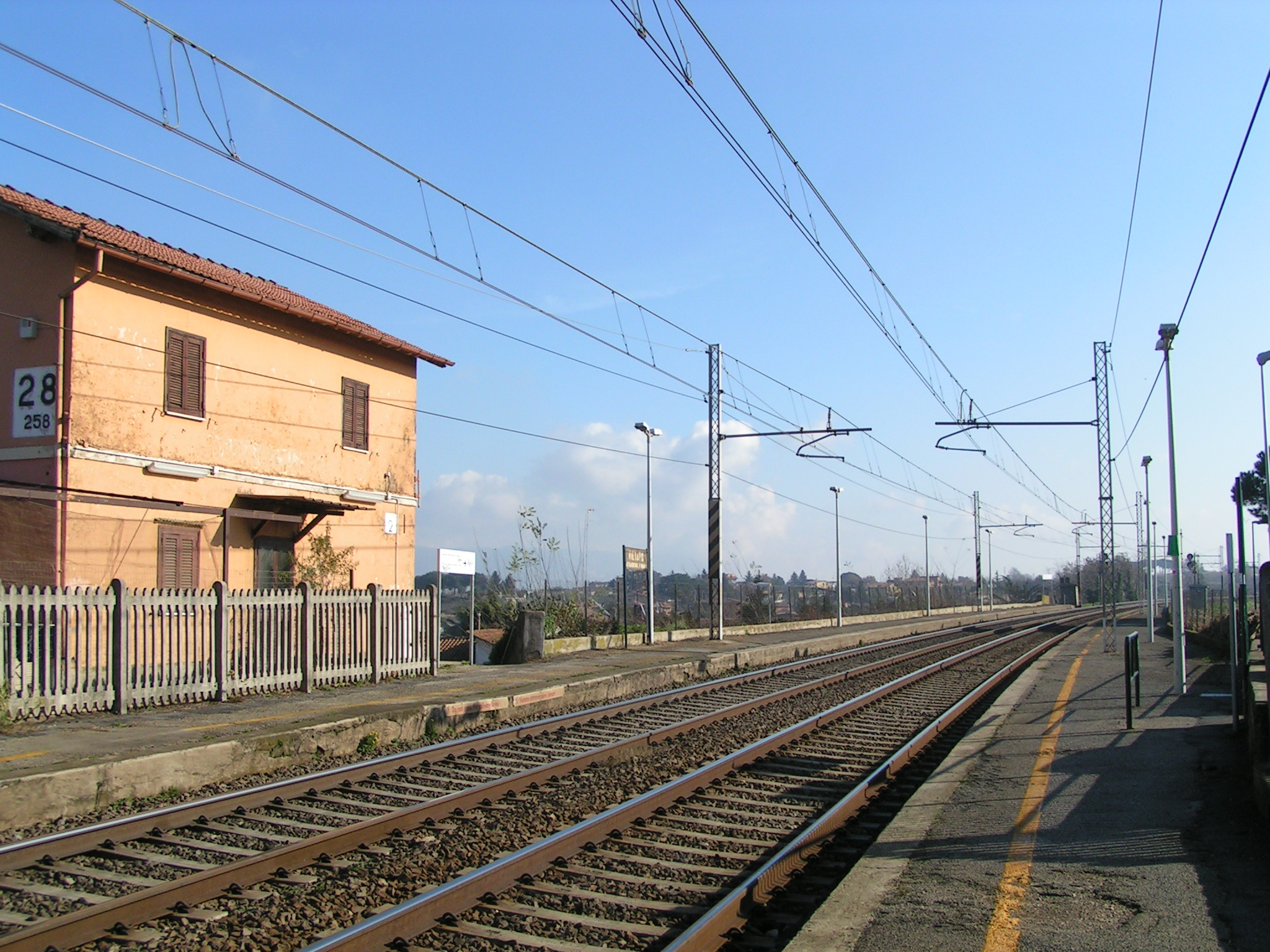
Vista dei binari in arrivo alla stazione di Colonna Galleria

Nel 1864 venne raddoppiato il binario fino a Ciampino e nell'estate dello stesso anno la proprietà passò alla nuova Società per le strade ferrate romane ma in seguito al dissesto economico della società, la linea venne posta in gestione provvisoria.
Nel 1885 la linea, di 249 km, fu assegnata alla Società per le Strade Ferrate del Mediterraneo che la gestì fino alla costituzione delle Ferrovie dello Stato nel 1905. Durante l'esercizio della Rete Mediterranea, nel 1892, fu attivata un'importante variante di percorso fra Ciampino e Segni Scalo, l'odierna Colleferro Scalo, attraverso i territori di Zagarolo e Palestrina, eliminando in tal modo il percorso via Velletri, più lungo ma soprattutto con maggiori pendenze. La costruzione della nuova variante, che aveva inizio prima di giungere a Ciampino, comportò anche la costruzione di una nuova stazione a Ciampino, più grande e più confortevole. Il 27 maggio 1892 la nuova variante venne inaugurata, relegando le tratte Ciampino-Velletri e Velletri-Colleferro a collegamenti locali. Il vecchio tracciato rimase parte integrante della linea secondaria Roma-Velletri rimanendo in funzione tra Velletri e Segni solo per il traffico locale ad uso passeggeri fino al 1957 e per il traffico merci fino al 1966 quando la tratta Velletri-Colleferro venne definitivamente chiusa.
Nonostante l'attivazione della variante la linea presentava un percorso troppo tortuoso che, specie nella valle del fiume Sacco, era soggetto a frequenti interruzioni per alluvioni e frane mentre il fatto che si snodava in altura condizionava la composizione dei convogli data la prestazione notevolmente ridotta delle locomotive dell'epoca.
La soluzione sarebbe stata la costruzione di una linea alternativa in pianura; questa era prevista dalla legge del 29 luglio 1879, dalla legge del 5 luglio 1882 e nell'allegato di quella delle Convenzioni del 1885 ma il progetto esecutivo vero e proprio venne redatto nel 1902 e approvato nel 1905 ma i lavori, iniziati nel 1907 si prolungarono fino al 1927. Nel 1910 inoltre, l'Ing. Antonio Clementi propose un progetto per collegare la Ferrovia Roma-Cassino-Napoli alla Ferrovia Roma-Fiuggi-Alatri-Frosinone, allora in corso di progettazione, attraverso la Stazione FS di Frosinone. La linea verrà completata nel 1917 e il capolinea della nuova ferrovia verrà costruito proprio di fronte alla stazione di Frosinone.
L'attivazione della Direttissima via Formia determinò l'instradamento in quest'ultima di tutti i servizi di pregio, i treni a lunga percorrenza e i treni merci a composizione elevata, relegando la linea di Cassino tra quelle di interesse locale o sussidiario. Negli ultimi decenni del XX secolo, la saturazione della linea via Formia ripropose la necessità a lungo ignorata di un potenziamento tecnologico e strutturale.

### Nella cultura di massa
Nei vagoni della tratta ferroviaria Roma-Napoli via Cassino è ambientata la scena del delitto nel romanzo I sotterranei del Vaticano.

## Caratteristiche

### Percorso
|  | Head station |

| Unknown route-map component "b" | Unknown route-map component "kABZg3" + One way leftward | Unknown route-map component "CONTfq" |

| Unknown route-map component "CONTgq" | Unknown route-map component "kABZq1" + Unknown route-map component "ABZ+lr" | Unknown route-map component "KRZo+k4" | Unknown route-map component "CONTfq" |

| Unknown route-map component "bSHI2+lr" |

| Non-passenger station/depot on track |

|  | Unknown route-map component "uexCONTgq" | Unknown route-map component "emKRZu" | Unknown route-map component "uexCONTfq" |  |

|  |  | Unknown route-map component "KRWgl" | Unknown route-map component "KRW+r" |  |

|  | Unknown route-map component "CONTgq" | Unknown route-map component "KRZu" | One way rightward |  |

| Unknown route-map component "uexdSTR+l" | Unknown route-map component "uexdSTRq" + Unknown route-map component "dSTR" | Unknown route-map component "uexdCONTfq" |

| Unknown route-map component "uexdHST" | Unknown route-map component "vSTR-" |

| Unknown route-map component "dSTR+l" | Unknown route-map component "uxmdKRZu" | Unknown route-map component "xdABZgr" |  |

| Unknown route-map component "dHST" | Unknown route-map component "uexdSTR" + Unknown route-map component "exdSHI2+l" | Unknown route-map component "exdSHI2gr" | Unknown route-map component "d" | Unknown route-map component "d" |

| Unknown route-map component "dSTR" | Unknown route-map component "exdBHF" | Unknown route-map component "exdSTR" |  |

| Unknown route-map component "dSKRZ-Ao" | Unknown route-map component "exdSKRZ-Ao" | Unknown route-map component "exdSKRZ-Ao" |  |

| Unknown route-map component "dSTR" | Unknown route-map component "exdHST" | Unknown route-map component "exdSTR" |  |

| Unknown route-map component "dBHF" | Unknown route-map component "exdSTR" | Unknown route-map component "exdBHF" |  |

| Unknown route-map component "dSTR" | Unknown route-map component "exdSHI2g+l" | Unknown route-map component "exdSHI2gr" |  |

| Unknown route-map component "CONTgq" | Unknown route-map component "exdSTRq" + Unknown route-map component "dABZgr" | Unknown route-map component "exdKRZu" | Unknown route-map component "exdABZgr" | Unknown route-map component "b" |

| Unknown route-map component "CONTgq" | Unknown route-map component "exdSTRq" + Unknown route-map component "dABZgr" | Unknown route-map component "uexdSTR" + Unknown route-map component "exdSTRr" | Unknown route-map component "exdSTR" | Unknown route-map component "b" |

| Unknown route-map component "uexCONTgq" | Unknown route-map component "emdKRZu" | Unknown route-map component "uexdSTRr" | Unknown route-map component "exdSTR" | Unknown route-map component "b" |

| Unknown route-map component "CONTgq" | Unknown route-map component "dABZlr" | Unknown route-map component "dSTRq" | Unknown route-map component "xdABZg+r" | Unknown route-map component "b" |

| Unknown route-map component "uexCONTgq" | Unknown route-map component "emKRZu" | Unknown route-map component "uexCONTfq" |

| Stop on track |

| Unknown route-map component "SKRZ-Ao" |

| Station on track |

| Stop on track |

| Unknown route-map component "exSTR+l" | Unknown route-map component "eKRZu" | Unknown route-map component "exCONTfq" |

| Unknown route-map component "exLSTR" | Unknown route-map component "SKRZ-Ao" |  |

| Unknown route-map component "c" | Unknown route-map component "exSTRl" | Unknown route-map component "eKRZu" | Unknown route-map component "exABZq+l" | Unknown route-map component "excCONTfq" |

|  | Station on track | Unknown route-map component "exDST" |

|  | Straight track | Unknown route-map component "exWSLl" |

| Unknown route-map component "HSTeBHF" + Unknown route-map component "exlHST" |

| Unknown route-map component "eBST" |

| Stop on track |

| Unknown route-map component "HSTeBHF" |

| Unknown route-map component "eBST" |

| Unknown route-map component "SKRZ-Au" |

| Unknown route-map component "CONTgq" | Unknown route-map component "KRZu" | Unknown route-map component "CONTfq" |

| Unknown route-map component "exCONTgq" | Unknown route-map component "eABZg+r" |  |

| Station on track |

| Unknown route-map component "STR+l" | Unknown route-map component "KRZu" | Unknown route-map component "CONTfq" |

| Non-passenger station/depot on track | Station on track |  |

| Unknown route-map component "SPLa" | Straight track |  |

| Unknown route-map component "vÜSTol" | Unknown route-map component "ABZgl" | Unknown route-map component "KINTeq" |

| Unknown route-map component "vSHI1l-STRl" | Unknown route-map component "kKRZ2+ru" | Unknown route-map component "kSTRc3" |

| Straight track | Unknown route-map component "HSTeBHF" | Unknown route-map component "kSTR+4" |

| Unknown route-map component "KRWl" | Unknown route-map component "KRWg+r" | Unknown route-map component "kSTR3" |

| Unknown route-map component "CONTgq" | Unknown route-map component "kKRZr+1u" | Unknown route-map component "kSTRc4" |

| Station on track |

| Unknown route-map component "SKRZ-Au" |

| Stop on track |

| Unknown route-map component "KINTa" | Straight track |  |

| Unknown route-map component "ABZ2l" | Unknown route-map component "STRc3" + Unknown route-map component "KRZo" | Unknown route-map component "KINTeq" |

| Unknown route-map component "STRc1" | Unknown route-map component "ABZg+4" | Unknown route-map component "exCONTl+f" |

|  | Station on track + Unknown route-map component "exHUBaq" | Unknown route-map component "exBHF" + Unknown route-map component "uexKBHFa" + Unknown route-map component "exHUBeq" |

|  | Straight track | Unknown route-map component "uexCONTl+g" |

| Unknown route-map component "SKRZ-Au" |

| Station on track |

| Unknown route-map component "HSTeBHF" |

| Station on track |

| Unknown route-map component "exGRZq" + Unknown route-map component "eZOLL" |

| Unknown route-map component "HSTeBHF" |

|  | Unknown route-map component "ABZg+l" | Unknown route-map component "CONTfq" |

| Station on track |

| Unknown route-map component "HSTeBHF" + Unknown route-map component "exlHST" |

| Unknown route-map component "v-SHI2gr" | Unknown route-map component "d" |

| Unknown route-map component "vBHF" | Unknown route-map component "d" |

| Unknown route-map component "KINTaq" | Unknown route-map component "vABZgr-STR" | Unknown route-map component "d" |  |

| Unknown route-map component "KINTaq" | Unknown route-map component "vSTRr-STR" | Unknown route-map component "d" |  |

| Unknown route-map component "eBHF" |

| Station on track |

| Stop on track |

| Unknown route-map component "CONTgq" | Unknown route-map component "ABZgr" |  |

| Station on track |

|  | Unknown route-map component "ABZgl" | Unknown route-map component "CONTfq" |

| Unknown route-map component "STR+GRZq" |

| Unknown route-map component "HSTeBHF" |

| Station on track |

|  | Unknown route-map component "ABZg+l" | Unknown route-map component "CONTfq" |

| Station on track |

| Stop on track |

| Unknown route-map component "SKRZ-Au" |

| Unknown route-map component "CONTgq" | Unknown route-map component "KRZu" | Unknown route-map component "CONTfq" |

| Station on track |

| Unknown route-map component "exCONTgq" | Unknown route-map component "eABZg+r" |  |

| Station on track |

| Unknown route-map component "CONTgq" | Unknown route-map component "KRZu" | Unknown route-map component "CONTfq" |

| Station on track |

| Unknown route-map component "CONTgq" | Unknown route-map component "vSTR+r-SHI1+r" |  |

| Unknown route-map component "vÜSTu+l" |

| Unknown route-map component "SPLe" |

| Unknown route-map component "WCONTfaq" | Unknown route-map component "hKRZWae" | Unknown route-map component "WCONTgeq" |

| Station on track |

| Unknown route-map component "exCONTgq" | Unknown route-map component "eABZgr" |  |

| Unknown route-map component "exCONTgq" | Unknown route-map component "eKRZu" | Unknown route-map component "exCONTfq" |

|  | Unknown route-map component "ABZg+l" | Unknown route-map component "CONTfq" |

| Station on track |

| Unknown route-map component "exCONTgq" | Unknown route-map component "eKRZu" | Unknown route-map component "exCONTfq" |

| Unknown route-map component "SKRZ-Au" |

| Unknown route-map component "CONTgq" | Unknown route-map component "ABZg+r" |  |

| Station on track |

|  | Unknown route-map component "ABZgl" | Unknown route-map component "CONTfq" |

| Unknown route-map component "BS2+l" | Unknown route-map component "BS2c4" |

| Stop on track |

| Unknown route-map component "exLABZl+l" + Straight track | Unknown route-map component "exLCONTfq" |

| Unknown route-map component "ekABZg3" |

| Unknown route-map component "cCONTgq" | Unknown route-map component "ekABZq1" | Unknown route-map component "KRZo+xk4" | Unknown route-map component "STR+r" | Unknown route-map component "+c" |

| Unknown route-map component "KRWg+l" | Unknown route-map component "KRWr" |

| Unknown route-map component "ABZg+l" | Unknown route-map component "CONTfq" |

| Station on track |

|  | Unknown route-map component "ABZgl" | Unknown route-map component "eABZq+r" | Unknown route-map component "CONTfq" |

| Straight track | Unknown route-map component "exCONTf" |

| Unknown route-map component "eABZgLl" | Unknown route-map component "exLCONTfq" |

| Unknown route-map component "SKRZ-Au" |

| Straight track | Non-passenger head station |

|  | Unknown route-map component "ABZg+l" | Unknown route-map component "ABZlr" | Unknown route-map component "CONTfq" |

| Station on track |

| Unknown route-map component "WCONTfaq" | Small bridge over water | Unknown route-map component "WCONTgeq" |  |

| Station on track |

| Unknown route-map component "STR+l" | Unknown route-map component "KRZu" | Unknown route-map component "CONTfq" |  |

| Station on track | Straight track |  |  |

| Unknown route-map component "SKRZ-Au" | Unknown route-map component "SKRZ-Au" |  |  |

| Unknown route-map component "xSPLa" | Straight track |  |  |

| Unknown route-map component "vBHF-exSTR" | Straight track |  |  |

| Unknown route-map component "xvSTRl-SHI1ro" | Unknown route-map component "KRZo" | Unknown route-map component "CONTfq" |  |

| Unknown route-map component "exSTR" | Unknown route-map component "eABZg+Ll" | Unknown route-map component "exLCONTfq" |  |

| Unknown route-map component "exSTR" | Unknown route-map component "ABZg+l" | Unknown route-map component "CONTfq" |  |

| Unknown route-map component "exSKRZ-Au" | Unknown route-map component "SKRZ-Au" |  |  |

| Unknown route-map component "excCONTgq" | Unknown route-map component "exSTRr" | Straight track |  |  | Unknown route-map component "c" |

| Unknown route-map component "KRW+l" | Unknown route-map component "KRWglr" | Unknown route-map component "KRW+r" |  |

| 245+131 |
| (0+000) |

| Straight track | Stop on track | Non-passenger station/depot on track |  |

| Unknown route-map component "ABZg+l" | Unknown route-map component "KRZu+k2" | Unknown route-map component "kABZq+3" + One way leftward | Unknown route-map component "CONTfq" |

| Unknown route-map component "cCONTgq" | Unknown route-map component "ABZg+r" | Unknown route-map component "kABZg+1" | Unknown route-map component "b" | Unknown route-map component "c" |

| Straight track | Station on track |  |  |

| (2+994)   |
| (217+302) |

| Unknown route-map component "cCONTgq" | Unknown route-map component "KRZo" | Unknown route-map component "KRZo" | Unknown route-map component "cCONTfq" | Unknown route-map component "b" |

| Unknown route-map component "KRWg+l" | Unknown route-map component "KRWgr" |  |  |

| End station | Unknown route-map component "tSTRa" |  |  |

| Unknown route-map component "tHST" |

| Unknown route-map component "tCONTf" |

Sulla linea vi sono diverse stazioni di diramazione, come la Roma Casilina, che immette nella ferrovia storica per Napoli via Cassino, Ciampino per le linee dei Castelli Romani, Colleferro fino al 1966 per Velletri, Roccasecca per Avezzano, Rocca d'Evandro-San Vittore per Venafro, Vairano-Caianello per Venafro, fino al 1975 Sparanise per Gaeta, Capua per la linea di cintura di Caserta, Caserta per Foggia e Napoli via Aversa, Maddaloni Inferiore per Villa Literno, Cancello per Benevento e Torre Annunziata, Acerra per gli stabilimenti di Pomigliano d'Arco.